# Montecristo 70
Montecristo 70 (Sous le signe de Monte Cristo) e un film del 1968 diretto da André Hunebelle.
La pellicola ha per protagonisti Paul Barge, Claude Jade, Anny Duperey e Pierre Brasseur

## Trama
Edmond Dantès, che fu attivo come combattente della Resistenza contro i nazisti, viene denunciato come un collaborazionista e imprigionato nella fortezza di Sisteron. La sua fuga con l'amico Bertuccio fallisce, ma i presunti amici hanno manipolato l'aereo, ma da un'isola quasi disabitata comincerà a escogitare un metodo per vendicarsi in Sud America. Nella zona rocciosa i due uomini incontrano la giovane Linda e suo padre Louis, che stanno per morire e salvano entrambe le loro vite. Presto un altro uomo si unisce al trio, il vecchio Faria. Pochi giorni dopo, Linda viene rapita dai francesi che vivono in esilio in Brasile, suo padre è ucciso in una campagna di liberazione. I tre uomini prendono Linda sotto la loro protezione. Faria ha ancora un asso nella manica e conduce Dantès, Bertuccio e Linda a un tesoro che potrebbe rendere il futuro di Linda privo di preoccupazioni finanziarie, ma anche offrire a Dantès la possibilità di vendicarsi. Nel recupero del tesoro, Faria trova la morte, e Linda piange il vecchio che era per lei come un secondo padre.
Edmond, con Bertuccio e Linda, si ripresenta sotto l'identità del conte Comte Christian Montez, venti anni dopo la sua condanna. Dal momento che aveva precedentemente eseguito una chirurgia facciale, non può essere riconosciuto come Edmond Dantès ed è determinato a smascherare il vero colpevole.
Maria, l'ex fidanzata di Edmond, che lo aveva creduto morto nell'incidente aereo, è ora sposata con l'informatore Morcerf. Come discusso con Dantès, Linda conquista la fiducia dei Morcerfs, dell'avvocato Gerard de Villefort, e tende una trappola chiedendo di riabilitare Christian Montez, perché in verità egli è Edmond Dantès. Villefort entrò nel piano di Edmonds e immediatamente informava i suoi amici. È d'accordo che Dantès debba essere messo a tacere. Certo che il piano per incastrare Dantes è dei più diabolici, ma la reazione sarà speculare...